# Đình thần Vĩnh Tế

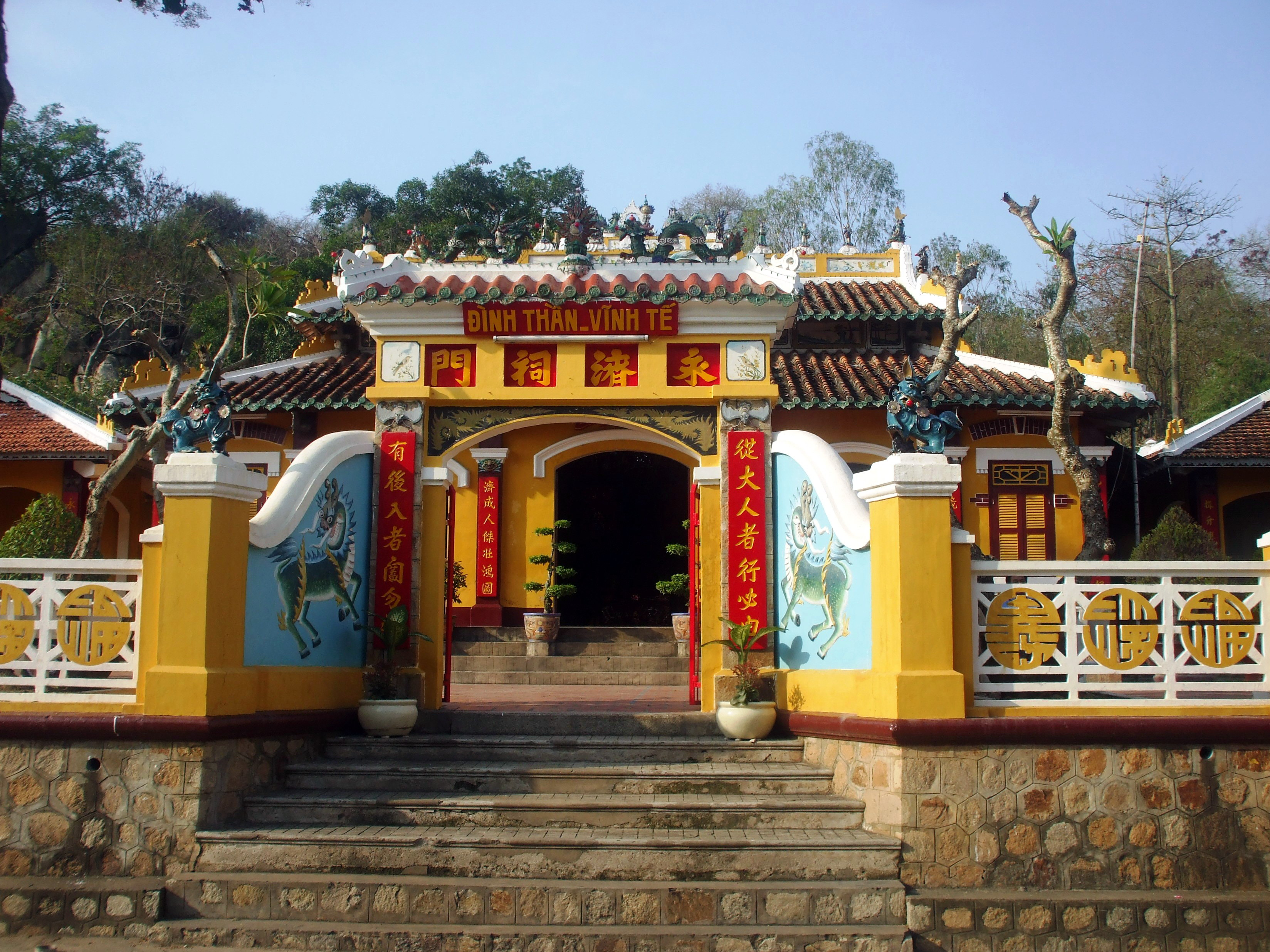
Đình thần Vĩnh Tế

Đình thần Vĩnh Tế tọa lạc trên quốc lộ 91, thuộc phường Núi Sam, thành phố Châu Đốc, tỉnh An Giang (Việt Nam).

## Lịch sử
Ngôi đình được xây dựng năm Mậu Dần (1938). Lúc đầu, đình nằm cách vị trí hiện nay khoảng vài trăm mét về hướng Đông.
Đình được lập ra để thờ danh tướng Thoại Ngọc Hầu (1761-1829), là người đã có công lao to lớn trong việc khai hoang lập ấp, mở rộng bờ cõi và gìn giữ biên cương. Nổi bật, là ông đã chỉ huy việc đào kênh Thoại Hà và kênh Vĩnh Tế.
Vì thế, ở hàng cột phía trước đình có đôi câu đối tôn vinh ông như sau:
帝德昭彰廣被群方歌有聖
皇圖鞏固恩施四海祝無疆
Phiên âm Hán-Việt:
Đế đức chiêu chương quảng bị quần phương ca hữu thánh
Hoàng đồ củng cố ân thi tứ hải chúc vô cương.
Dịch nghĩa:
Đức độ sáng ngời dân chúng nơi nơi tôn làm thánh
Cơ đồ củng cố ân đức thi hành chốn chốn chúc vô cương.

## Kiến trúc
Sau vài lần trùng tu, đình thần Vĩnh Tế hiện nay có quy mô khá rộng. Bên ngoài là cổng có dòng chữ Hán: 永濟祠門 (Vĩnh Tế Từ Môn, dịch là Cửa đình Vĩnh Tế). Hai bên cổng có khắc câu đối sơn vàng trên nền đỏ. Trên mái cổng có phù điêu lưỡng long tranh châu đắp bằng đá xanh. Trong khuôn viên đình còn có 4 ngôi miếu nhỏ thờ thần. Phía trước chánh điện là một dãy hành lang bao quanh. Chánh điện có hai lớp mái, được nâng đỡ bởi 5 hàng cột, các cột đều ốp liễn đối, chạm trổ hoa văn tinh xảo. 

## Lễ cúng
Hằng năm, đình tổ chức các kỳ lễ lớn:
- Lễ cúng cầu an: tổ chức vào ngày 14 tháng 8 âm lịch. Trong buổi lễ, có cuộc rước bài vị từ Lăng Thoại Ngọc Hầu về đình.
- Lễ Tất niên: tổ chức vào ngày 25 tháng 12 âm lịch.
- Lễ cúng ông Tính (người có công trong việc xây dựng đình): ngày 25 tháng 5 âm lịch.